# Pavillons des octrois de Reims
Les pavillons d'octroi sont des sites répartis dans les différentes voies d’accès de Reims pour percevoir les contributions indirectes jusqu'au 31 décembre 1944.

## Définition de l’octroi
L’octroi est une contribution indirecte perçue par les municipalités à l’importation de marchandises sur leur territoire.

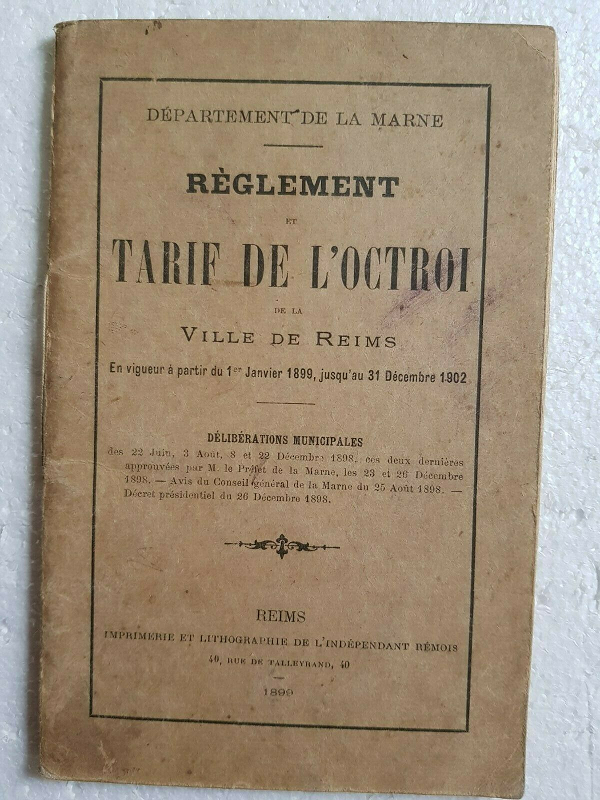
Reims règlement Tarif de l'octroi de Reims au 01 janvier 1899

Les porteurs d'objet soumis à l'octroi qui ne faisaient que traverser la ville de Reims ou y séjournaient moins de 24 heures devaient se munir d'un titre spécial appelé Passe-debout qui indiquait le lieu de départ et le lieu de destination.

## Histoire

### Origine
Les Octrois ont été mis en place afin de créer des recettes.
Installés à l'origine aux portes de l'enceinte médiévale, ils ont été déplacés au fur et à mesure de l'évolution du périmètre des constructions de la ville de Reims.

### Période révolutionnaire
La Révolution abolie les privilèges mais pas les prélèvements. Les recettes ne seront alors plus affectées à la réparation des fortifications ou à l’armée mais aux œuvres de bienveillance ou à toutes autres tâches.

### Agrandissement de 1868
Au Conseil Municipal dans la session de Novembre 1868, sur la base du plan de la ville de Reims, présenté par l'architecte Alphonse Gosset, la suppression du rempart du 3e Canton et continuant le boulevard Cérès au boulevard Dieu lumière par la Place Saint Nicaise, ainsi que la rectification et l'extension de l'Enceinte de l'octroi à l'Est est acté.

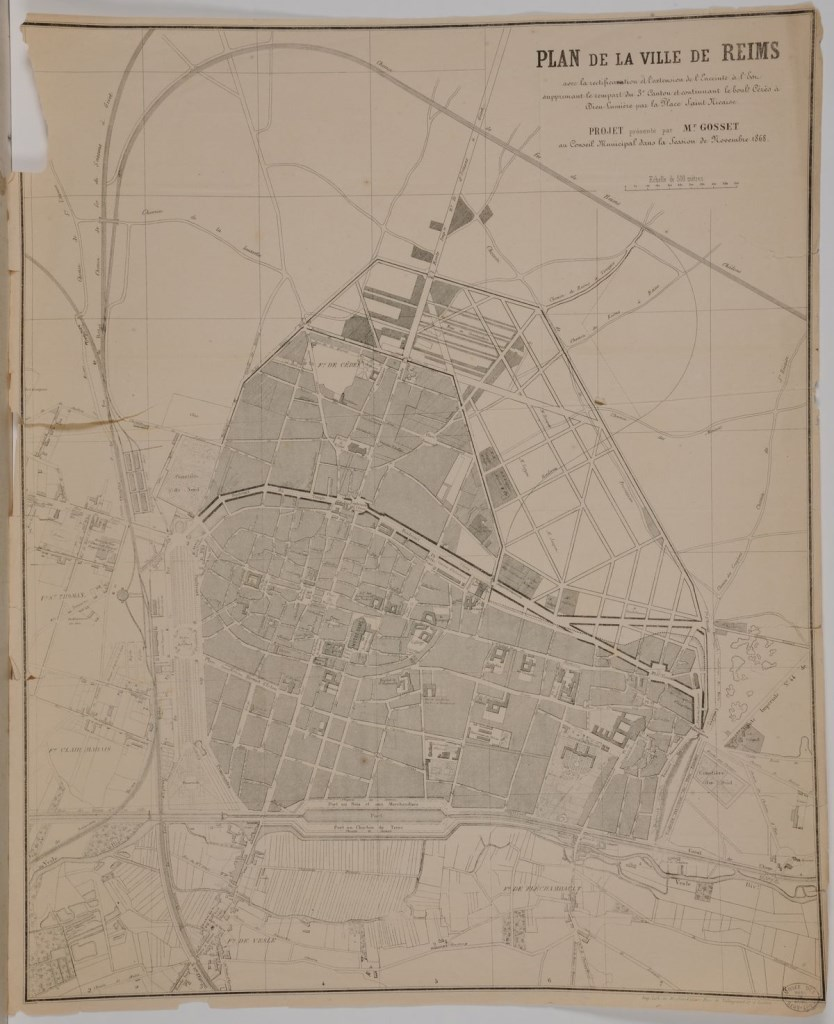

### Suppression
Le 11 décembre 1944, le conseil municipal de Reims décide la suppression du service de l’Octroi à compter du 1er janvier 1945. Cette décision est motivée par l’absence de recouvrement des charges par les recettes des Octrois et cela est constaté depuis 1941.

## Les octrois de Reims

### Octroi de la porte de Vesle (Porte de Paris)

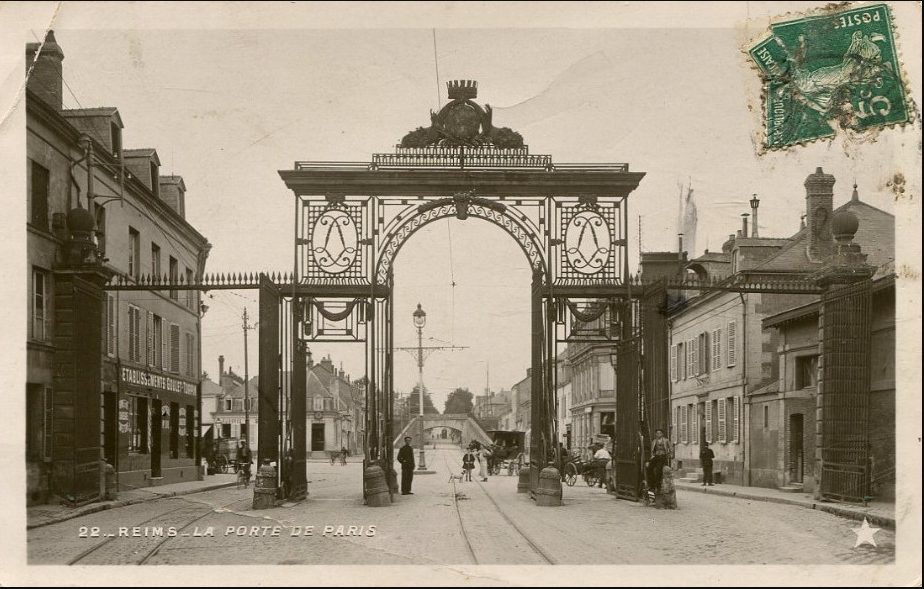
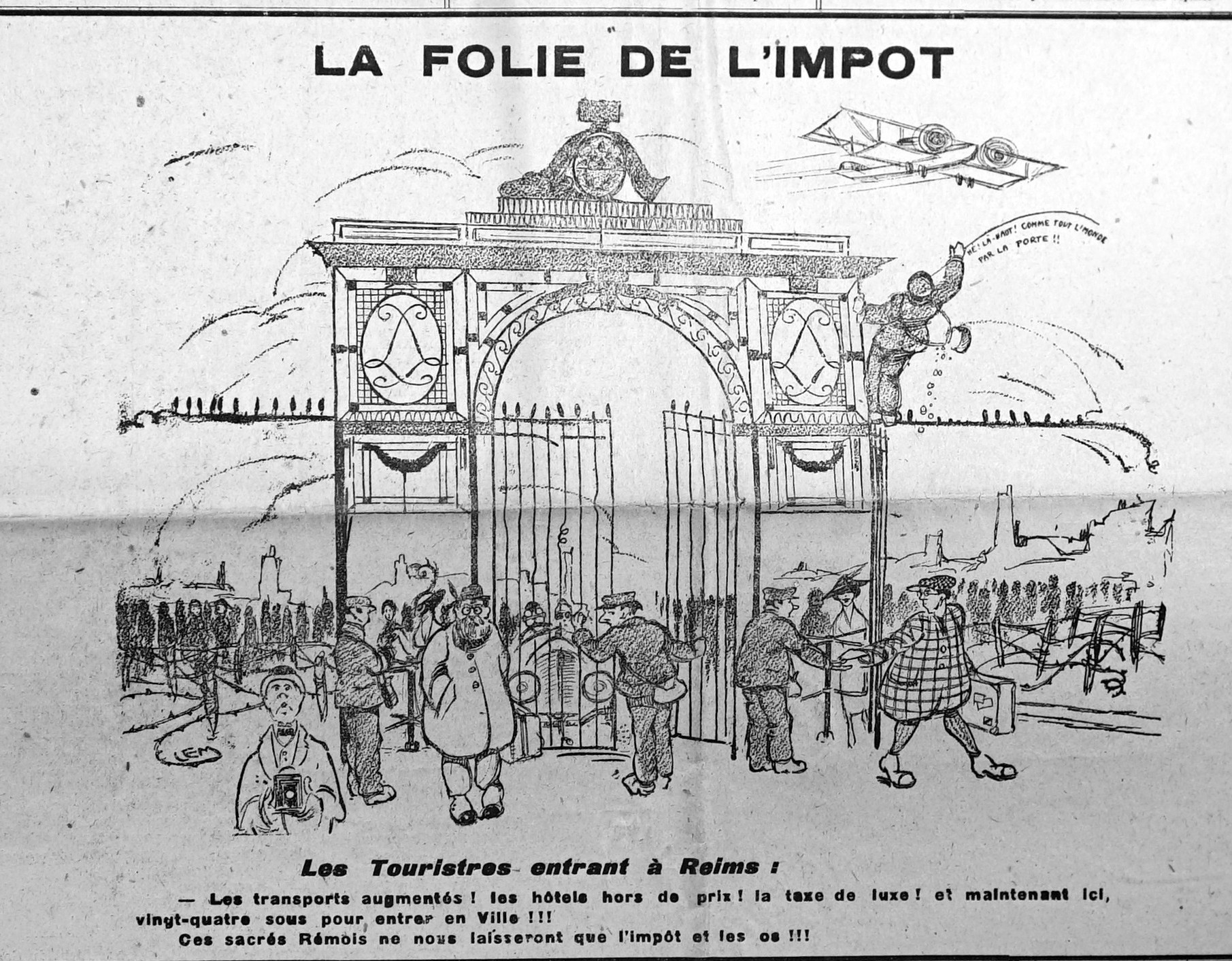
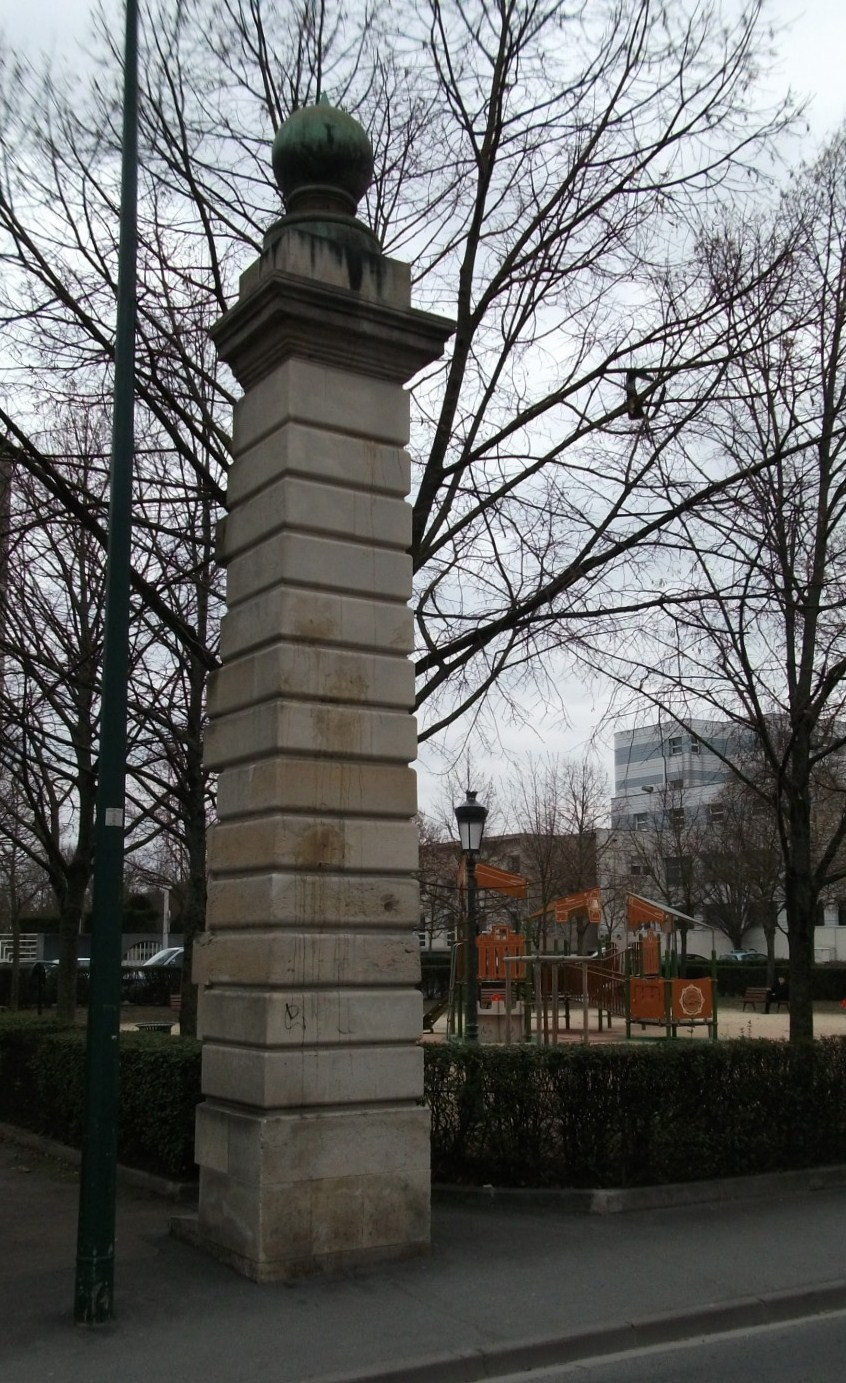

Le pavillon de l'Octroi de la porte de Vesle (Porte de Paris) se trouve sur la droite de la photo. Les grilles de la porte de Paris ont été déplacées mais les piliers, encore visibles sur place, matérialisant l'emplacement du pavillon de Vesle au passage de l'Avenue de paris à la Rue du Colonel Fabien.

### Octroi de Claimarais (rue des Romains)
L'Octroi de Claimarais était 167 rue des Romains à Reims.

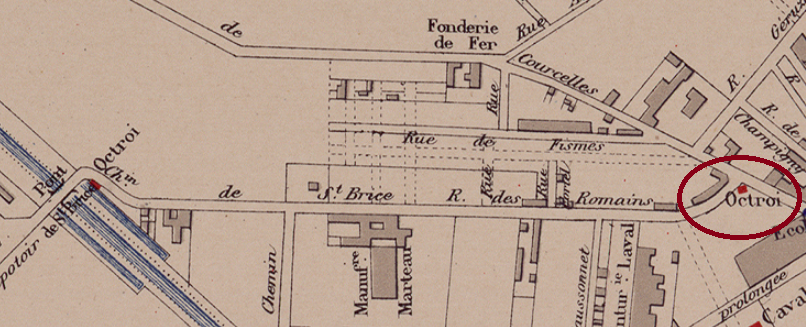
Octroi de Clairmarais rue des Romains.

### Octroi du pont de Saint-Brice
Un Octroi est créé pont de Saint-Brice, le 22 novembre 1899.

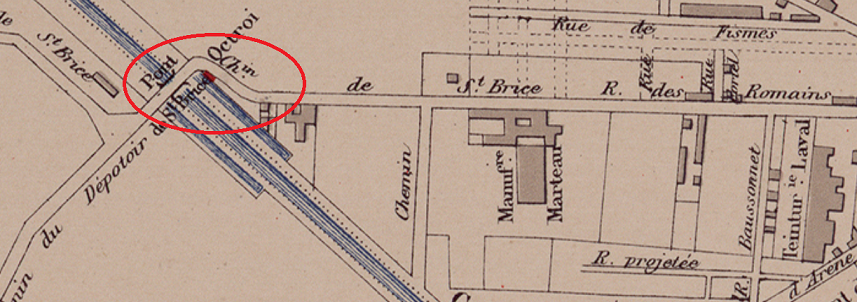
Pavillon de l'Octroi du Pont de Saint-Brice.

### Octroi de Neufchâtel (Au-delà des casernes)
L'Octroi de Neufchâtel se situait à proximité et au-delà des casernes en sortant de Reims.

### Octroi de Cérès (Route de Rethel, au-delà du chemin de fer)

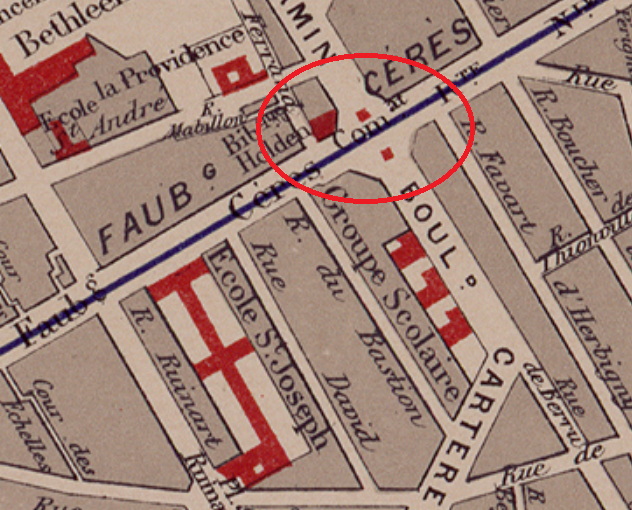
Octroi de Cérès.
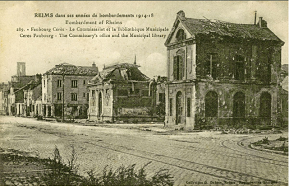

Le premier bâtiment de deux niveaux, sur la droite de la photo, est le bâtiment qui servait d’octroi puis devint un  commissariat de police. Gravement endommagé pendant la Grande Guerre, il n’a pas été reconstruit.
Un second bâtiment, identique était situé juste en face, à l’entrée du boulevard Carteret. Il est utilisé comme dispensaire avant d'être détruit au début des années 1920, pour améliorer la circulation sur le boulevard Carteret.

### Octroi de Châlons (route de Châlons, près du réservoir)
Le pavillon de l'Octroi route de Châlons se trouvait au croissement de l'Avenue du Général Giraud (ancienne avenue de Châlons), de l'Avenue Henri Farman (ancienne route nationale 44 de Châlons à Cambrai) et de la Rue Jankel Segal (ancienne rue du réservoir). Le pavillon de l'Octroi route de Châlons a été détruit en 2022.

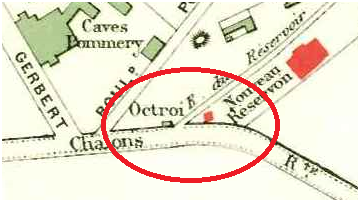
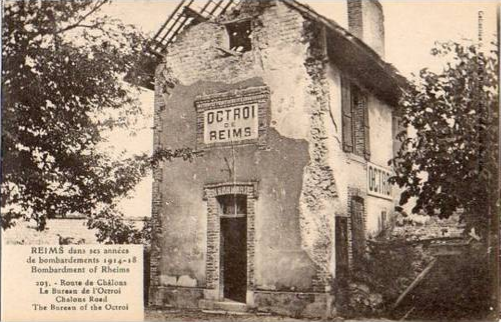
Octroi Route de Châlons
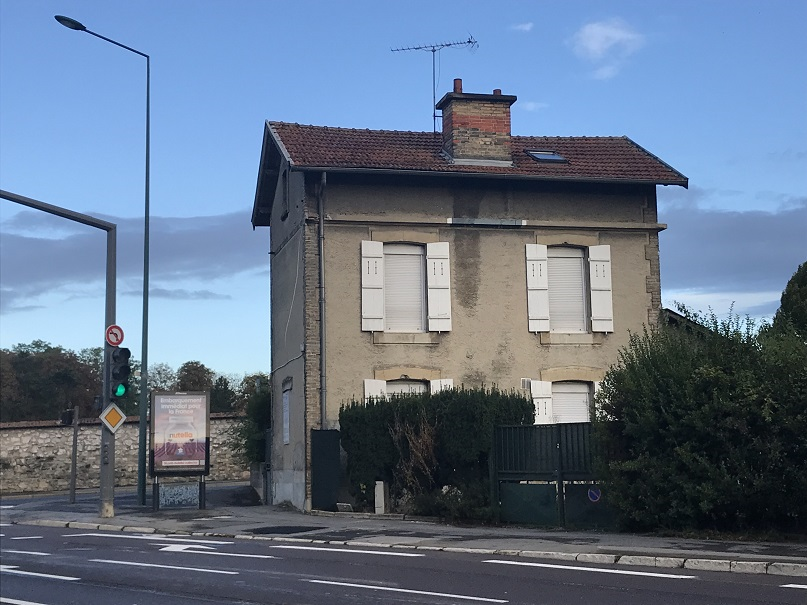
Vue en 2021

### Octroi de Cormontreuil (écluse du Pont Huon)
L'Octroi de Cormontreuil se situait à proximité du transformateur existant actuellement, sur la droite, en allant vers Cormontreuil.

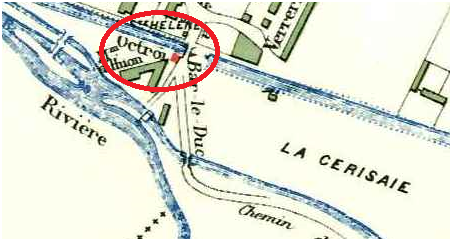

### Octroi de Fléchambault (Porte Fléchambault)

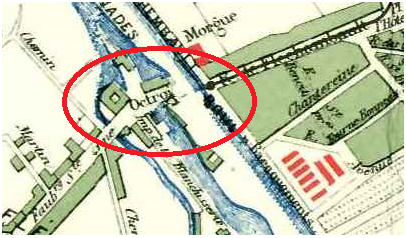
Plan avec Octroi Fléchambault.